# Taras Welten
Taras Welten (Originaltitel United States of Tara) ist eine US-amerikanische Dramedy, die von Diablo Cody entwickelt und vom 18. Januar 2009 bis zum 20. Juni 2011 auf dem Sender Showtime ausgestrahlt wurde. Toni Collette erhielt für die Titelrolle einen Golden Globe Award und Emmy.

## Handlung
| Figur                      | Darsteller             | Deutscher Sprecher        |
| -------------------------- | ---------------------- | ------------------------- |
| Tara Gregson               | Toni Collette          | Judith Brandt             |
| Max Gregson                | John Corbett           | Tobias Kluckert           |
| Kate Gregson               | Brie Larson            | Victoria Frenz            |
| Marshall Gregson           | Keir Gilchrist         | Maximilian Artajo         |
| Charmaine Craine           | Rosemarie DeWitt       | Gundi Eberhard            |
| Lionel Trane (St. 2–3)     | Michael J. Willett     | Marcel Mann               |
| Dr. Ocean (St. 1)          | Valerie Mahaffey       | Denise Gorzelanny         |
| Gene Stuart (St. 1)        | Nathan Corddry         | David Turba               |
| Jason (St. 1)              | Andrew Lawrence        | Constantin von Jascheroff |
| Neil                       | Patton Oswalt          | Jens Wawrczeck            |
| Nick Hurley (St. 1–2)      | Matthew Del Negro      | Jaron Löwenberg           |
| Petula (St. 1)             | Hayley McFarland       | Marie-Luise Schramm       |
| Tiffany St. Claire (St. 1) | Jessica St. Clair      | Schaukje Könning          |
| Pammy (St. 2)              | Joey Lauren Adams      | Dorette Hugo              |
| Noah Kane (St. 3)          | Aaron Christian Howles | Ricardo Richter           |
| Sandy Gregson (St. 3)      | Frances Conroy         | Helga Sasse               |

Tara Gregson ist eine verheiratete Mutter mit zwei Kindern. Sie leidet an einer dissoziativen Identitätsstörung. Die folgenden sieben anderen „Ichs“ von Tara übernehmen bei starkem Stress oder starken Gefühlen die Kontrolle über ihr Verhalten:
Tist ein Teenager im selben Alter wie Taras Tochter Kate. Sie verhält sich sehr aufreizend und zieht sich auch dementsprechend an. Sie hat eine gute Beziehung zu Kate, versorgt sie mit der Pille danach und geht des Öfteren mit ihr auf Shoppingtouren. T versucht oft Max zu verführen. Max weigert sich, denn er und Tara haben ein Abkommen, dass Max keinen Sex mit einer der anderen Persönlichkeiten von Tara hat.
Alicewirkt wie eine perfekte US-amerikanische Hausfrau aus den 1950ern und ist sehr dominant. Sie hält sich für die wahre Persönlichkeit von Tara und würde am liebsten rund um die Uhr die Kontrolle über den Körper besitzen. Alice ist zunächst als einzige in der Lage, mit allen Persönlichkeiten zu kommunizieren, und bezeichnet sich selbst als die „Hüterin“ über die anderen Persönlichkeiten. Am besten versteht sie sich mit Marshall. Alice ist eine sehr streng gläubige Christin und betet jeden Abend für sich, ihre Familie und auch alle anderen Persönlichkeiten von Tara. Sie versucht oft, Max zu verführen, weil sie ein eigenes Kind haben möchte, da sie Kate und Marshall als Taras Kinder sieht, nicht als ihre eigenen.
Buckist ein lauter, rüpelhafter, trinkender und rauchender Mann. Er trägt dicke Brillengläser und einen Truckerhut. Buck hat eine Waffe mit dem Namen Persephone und geht des Öfteren mit Max und Marshall auf den Schießstand. Anders als die anderen Persönlichkeiten von Tara ist Buck Linkshänder. Er fühlt sich sexuell zu Frauen hingezogen und baggert auch die Freundinnen von Kate an. Die „Abwesenheit“ seines Penis wird von ihm dadurch erklärt, dass ihm dieser im Vietnamkrieg abgeschossen wurde. Dabei ignoriert er, dass der Vietnamkrieg gar nicht zu seinem Alter passt.
Gimmetritt in der dritten Episode der ersten Staffel als eine weitere Persönlichkeit von Tara in Erscheinung. Diese Identität steht für das Unbewusste und Triebhafte, das in der Psychoanalyse als „Es“ bezeichnet wird. Im Verlauf der Serie zeigt sich, dass Alice schon seit längerem Gimme kennt.
Shoshana Schoenbaumist eine neue Persönlichkeit, die erstmals in der zweiten Staffel auftritt. Sie ist eine Therapeutin, die mit Tara und allen andern vier „Ichs“ kommuniziert. Diese Persönlichkeit bezieht sich auf die ehemalige Therapeutin eines Nachbarn, deren Buch Tara gelesen hat. Sie ist ein Mittel, um eine Balance zwischen Tara, all ihren Persönlichkeiten und ihrer Familie zu schaffen.
Chickenist eine weitere Persönlichkeit, die erst in der zweiten Staffel in Erscheinung tritt. Man sieht Chicken das erste Mal in der elften Episode der zweiten Staffel. Es ist Tara mit fünf Jahren. Als Chicken benimmt sie sich wie ein typisches Kleinkind. Ausgelöst durch die Enthüllungen aus Taras Kindheit kommt Chicken zutage. In der achten Folge der dritten Staffel verkündet Alice, dass Chicken vermisst wird. Bald daraufhin erfährt Dr. Hattera, dass Chicken von Bryce umgebracht wurde.
Bryce Craineist eine weitere Persönlichkeit, die erstmals zu Beginn der dritten Staffel in Erscheinung tritt, als er sie dazu bringt, die Worte Du kannst nicht gewinnen in einer Arbeit fürs College zu schreiben. Später sorgt er dafür, dass Tara sich selbst verletzt. Bryce beruht auf Taras Halbbruder, der sie einst als Kind missbraucht hat. In der achten Folge erfährt Taras Psychologieprofessor Dr. Hattera, dass er Chicken getötet hat und auch Tara umbringen will. Nach und nach tötet er alle anderen Persönlichkeiten.

## Ausstrahlung
Die Erstausstrahlung erfolgte vom 18. Januar 2009 bis zum 4. April 2009 auf Showtime. Schon nach vier der zwölf Episoden wurde Taras Welten für eine ebenfalls zwölf-teilige zweite Staffel verlängert. Diese wurde vom 22. März bis zum 7. Juni 2010 ausgestrahlt. Bereits nach der ersten Ausstrahlung wurde eine wieder zwölf Episoden umfassende dritte Staffel bestellt. Die dritte Staffel wurde vom 28. März bis zum 20. Juni 2011 in den USA ausgestrahlt. Im Anschluss wurde die Serie eingestellt.
In Österreich sicherte sich der ORF die Rechte an der Serie. Die ARD hat die Serie seit dem 4. März 2011 ausgestrahlt, zuerst nachts im Ersten, später dann auf Einsfestival, wo sie dienstags um 20.15 Uhr zu sehen war.
| #  | Originaltitel | Dt. Titel                   | Premiere      | Dt. Premiere  |
| -- | ------------- | --------------------------- | ------------- | ------------- |
| 1  | Pilot         | Teenie-Alarm                | 18. Jan. 2009 | 4. März 2011  |
| 2  | Aftermath     | Ruhe nach dem Sturm         | 25. Jan. 2009 | 4. März 2011  |
| 3  | Work          | Eine Frau für alle Fälle    | 1. Feb. 2009  | 11. März 2011 |
| 4  | Inspiration   | Himmel & Hölle              | 8. Feb. 2009  | 11. März 2011 |
| 5  | Revolution    | Party Time                  | 15. Feb. 2009 | 18. März 2011 |
| 6  | Transition    | Familiengeheimnisse         | 22. Feb. 2009 | 18. März 2011 |
| 7  | Alterations   | Busenfreundinnen            | 1. März 2009  | 25. März 2011 |
| 8  | Abundance     | Weibliche Tricks und Triebe | 8. März 2009  | 25. März 2011 |
| 9  | Possibility   | Reiseandenken               | 15. März 2009 | 1. Apr. 2011  |
| 10 | Betrayal      | Feuer unterm Dach           | 22. März 2009 | 1. Apr. 2011  |
| 11 | Snow          | Schnee von gestern          | 29. März 2009 | 8. Apr. 2011  |
| 12 | Miracle       | Nackte Tatsachen            | 4. Apr. 2009  | 8. Apr. 2011  |

| #  | Originaltitel                      | Dt. Titel                 | Premiere      | Dt. Premiere  |
| -- | ---------------------------------- | ------------------------- | ------------- | ------------- |
| 1  | Yes                                | Zu neuen Ufern            | 22. März 2010 | 15. Apr. 2011 |
| 2  | Trouble Junction                   | Buck In Love              | 22. März 2010 | 15. Apr. 2011 |
| 3  | The Truth Hurts                    | Auf dünnem Eis            | 5. Apr. 2010  | 22. Apr. 2011 |
| 4  | You Becoming You                   | Die neue Therapeutin      | 12. Apr. 2010 | 22. Apr. 2011 |
| 5  | Doin’ Time                         | Hinter Gittern            | 19. Apr. 2010 | 29. Apr. 2011 |
| 6  | Torando                            | Geschlossene Gesellschaft | 26. Apr. 2010 | 29. Apr. 2011 |
| 7  | Dept. of Fucked Up Family Services | Besuch vom Jugendamt      | 3. Mai 2010   | 6. Mai 2011   |
| 8  | Explosive Diorama                  | Die Kunstausstellung      | 10. Mai 2010  | 6. Mai 2011   |
| 9  | The Family Portrait                | Das Familienporträt       | 17. Mai 2010  | 13. Mai 2011  |
| 10 | Open House                         | Die Schwarze Witwe        | 24. Mai 2010  | 13. Mai 2011  |
| 11 | To Have and to Hold                | Spurensuche               | 31. Mai 2010  | 20. Mai 2011  |
| 12 | From this Day Forward              | Zerbrochene Träume        | 7. Juni 2010  | 20. Mai 2011  |

| #  | Originaltitel                                       | Dt. Titel                  | Premiere      | Dt. Premiere  |
| -- | --------------------------------------------------- | -------------------------- | ------------- | ------------- |
| 1  | …youwillnotwin…                                     | Rosarote Träume            | 28. März 2011 | 19. Sep. 2012 |
| 2  | Crackerjack                                         | Shoshanas großer Auftritt  | 4. Apr. 2011  | 19. Sep. 2012 |
| 3  | The Full F**k You Finger                            | Die Erde bebt              | 11. Apr. 2011 | 19. Sep. 2012 |
| 4  | Wheels                                              | Das Ende der Demokratie    | 18. Apr. 2011 | 26. Sep. 2012 |
| 5  | Dr. Hatteras’ Miracle Elixir                        | Dr. Hattaras’ Geheimrezept | 25. Apr. 2011 | 26. Sep. 2012 |
| 6  | The Road to Hell Is Paved with Breast Intentions    | Liebesgeschichten          | 2. Mai 2011   | 26. Sep. 2012 |
| 7  | The Electrifying & Magnanimous Return of Beaverlamp | Der Tod des Drachenjungen  | 9. Mai 2011   | 3. Okt. 2012  |
| 8  | Chicken ’n’ Corn                                    | Tod im Maisfeld            | 16. Mai 2011  | 3. Okt. 2012  |
| 9  | Bryce Will Play                                     | Bei Angriff Mord           | 23. Mai 2011  | 3. Okt. 2012  |
| 10 | Train Wreck                                         | In memoriam Lionel         | 6. Juni 2011  | 10. Okt. 2012 |
| 11 | Crunchy Ice                                         | Tanz auf dem Vulkan        | 13. Juni 2011 | 10. Okt. 2012 |
| 12 | The Good Parts                                      | Reise ins Ich              | 20. Juni 2011 | 10. Okt. 2012 |

## Auszeichnungen
- Emmy 2009:
  - Hauptdarstellerin in einer Comedyserie für Toni Collette
  - Outstanding Main Title Design
- Golden Globe Awards 2010: Beste Serien-Hauptdarstellerin – Komödie oder Musical für Toni Collette
- Screen Actors Guild Awards 2010: Nominierung als Beste Darstellerin in einer Fernsehserie – Komödie für Toni Collette